# Wereldbeker rodelen 2024/2025
De wereldbeker rodelen (op kunstijsbanen) in het seizoen 2024/2025 begon op 30 november 2024 en eindigde op 23 februari 2025. De 48e editie van deze competitie werd georganiseerd door de FIL.
De competitie omvatte dit seizoen negen wedstrijden die op acht locaties in zes landen plaatsvonden. Op het programma stonden de vier traditionele onderdelen bij het rodelen. Bij de mannen individueel en dubbel en bij de vrouwen individueel en dubbel. Dit laatste onderdeel, vrouwendubbel, stond voor de derde maal op het programma. Bij zes wedstrijden werd er een landenwedstrijd georganiseerd waarover eveneens een wereldbekerklassement werd opgemaakt. Na negen seizoenen werd het sprintonderdeel vervangen door de gemengde estafette, individueel en dubbel. Hierbij mochten teams bestaan uit deelnemers uit verschillende landen, waarvan alleen individueel gebruik van is gemaakt door vier combinaties: Australië/Zwitserland, Finland/Estland, Japan/Ierland en Slowakije/Argentinië.
Bij de mannen individueel namen dit seizoen 57 deelnemers een of meerdere keren deel, bij de mannen dubbel waren dit er 24, bij de vrouwen individueel 47, bij de vrouwen dubbel zeventien en in de landenwedstrijd tien. De eindzeges in de vier traditionele onderdelen gingen bij de mannen individueel naar de Duitser Max Langenhan, bij de mannen dubbel naar het Duitse duo Tobias Wendl / Tobias Arlt, bij de vrouwen individueel naar de Duitse Julia Taubitz, bij de vrouwen dubbel naar het Oostenrijkse duo Selina Egle / Lara Kipp en in de landenwedstrijd naar Oostenrijk.

## Mannen individueel

### Uitslagen
| Datum | Plaats       | Eerste          | Tweede              | Derde               |
| --- | ------------ | --------------- | ------------------- | ------------------- |
| 1 december                                                                                                | Lillehammer  | Max Langenhan   | Wolfgang Kindl      | Felix Loch          |
| 8 december                                                                                                | Igls         | Nico Gleirscher | Jonas Müller        | David Gleirscher    |
| 15 december                                                                                               | Oberhof      | Jonas Müller    | Nico Gleirscher     | David Gleirscher    |
| 5 januari                                                                                                 | Sigulda      | Nico Gleirscher | Kristers Aparjods   | Max Langenhan       |
| 11 januari                                                                                                | Altenberg    | Max Langenhan   | Felix Loch          | Dominik Fischnaller |
| 19 januari                                                                                                | Winterberg * | Jonas Müller    | Max Langenhan       | Nico Gleirscher     |
| 26 januari                                                                                                | Oberhof      | Max Langenhan   | Felix Loch          | Wolfgang Kindl      |
| 6 tot en met 8 februari: Wereldkampioenschappen rodelen 2025 in Whistler (telt niet mee voor wereldbeker) |              |                 |                     |                     |
| 15 februari                                                                                               | Pyeongchang  | Wolfgang Kindl  | Dominik Fischnaller | Kristers Aparjods   |
| 23 februari                                                                                               | Yanqing      | Max Langenhan   | Jonas Müller        | David Gleirscher    |

* De wereldbeker in Winterberg gold tevens als het Europees kampioenschap.

## Mannen dubbel

### Uitslagen
| Datum | Plaats       | Eerste                                  | Tweede                                  | Derde                                     |
| --- | ------------ | --------------------------------------- | --------------------------------------- | ----------------------------------------- |
| 30 november                                                                                               | Lillehammer  | Duitsland Toni Eggert Florian Müller    | Letland Mārtiņš Bots Roberts Plūme      | Oostenrijk Thomas Steu Wolfgang Kindl     |
| 7 december                                                                                                | Igls         | Letland Mārtiņš Bots Roberts Plūme      | Duitsland Toni Eggert Florian Müller    | Oostenrijk Thomas Steu Wolfgang Kindl     |
| 14 december                                                                                               | Oberhof      | Duitsland Hannes Orlamünder Paul Gubitz | Duitsland Tobias Wendl Tobias Arlt      | Oostenrijk Thomas Steu Wolfgang Kindl     |
| 4 januari                                                                                                 | Sigulda      | Duitsland Tobias Wendl Tobias Arlt      | Letland Mārtiņš Bots Roberts Plūme      | Oostenrijk Yannick Müller Armin Frauscher |
| 11 januari                                                                                                | Altenberg    | Letland Mārtiņš Bots Roberts Plūme      | Duitsland Tobias Wendl Tobias Arlt      | Oostenrijk Yannick Müller Armin Frauscher |
| 18 januari                                                                                                | Winterberg * | Duitsland Tobias Wendl Tobias Arlt      | Oostenrijk Juri Gatt Riccardo Schöpf    | Oostenrijk Yannick Müller Armin Frauscher |
| 25 januari                                                                                                | Oberhof      | Duitsland Tobias Wendl Tobias Arlt      | Duitsland Hannes Orlamünder Paul Gubitz | Oostenrijk Thomas Steu Wolfgang Kindl     |
| 6 tot en met 8 februari: Wereldkampioenschappen rodelen 2025 in Whistler (telt niet mee voor wereldbeker) |              |                                         |                                         |                                           |
| 15 februari                                                                                               | Pyeongchang  | Oostenrijk Thomas Steu Wolfgang Kindl   | Duitsland Toni Eggert Florian Müller    | Duitsland Tobias Wendl Tobias Arlt        |
| 23 februari                                                                                               | Yanqing      | Duitsland Tobias Wendl Tobias Arlt      | Letland Mārtiņš Bots Roberts Plūme      | Duitsland Toni Eggert Florian Müller      |

* De wereldbeker in Winterberg gold tevens als het Europees kampioenschap.

## Vrouwen individueel

### Uitslagen
| Datum | Plaats       | Eerste          | Tweede         | Derde         |
| --- | ------------ | --------------- | -------------- | ------------- |
| 30 november                                                                                               | Lillehammer  | Julia Taubitz   | Emily Sweeney  | Lisa Schulte  |
| 7 december                                                                                                | Igls         | Madeleine Egle  | Julia Taubitz  | Lisa Schulte  |
| 14 december                                                                                               | Oberhof      | Madeleine Egle  | Lisa Schulte   | Julia Taubitz |
| 4 januari                                                                                                 | Sigulda      | Elīna Ieva Bota | Merle Fräbel   | Lisa Schulte  |
| 12 januari                                                                                                | Altenberg    | Madeleine Egle  | Anna Berreiter | Merle Fräbel  |
| 18 januari                                                                                                | Winterberg * | Julia Taubitz   | Madeleine Egle | Emily Sweeney |
| 25 januari                                                                                                | Oberhof      | Madeleine Egle  | Julia Taubitz  | Natalie Maag  |
| 6 tot en met 8 februari: Wereldkampioenschappen rodelen 2025 in Whistler (telt niet mee voor wereldbeker) |              |                 |                |               |
| 16 februari                                                                                               | Pyeongchang  | Lisa Schulte    | Merle Fräbel   | Hannah Prock  |
| 22 februari                                                                                               | Yanqing      | Julia Taubitz   | Natalie Maag   | Merle Fräbel  |

* De wereldbeker in Winterberg gold tevens als het Europees kampioenschap. De Oostenrijkse Lisa Schulte eindigde hierbij als derde achter Taubitz en Egle.

## Vrouwen dubbel

### Uitslagen
| Datum | Plaats       | Eerste                                          | Tweede                                          | Derde                                          |
| --- | ------------ | ----------------------------------------------- | ----------------------------------------------- | ---------------------------------------------- |
| 30 november                                                                                               | Lillehammer  | Verenigde Staten Chevonne Forgan Sophia Kirkby  | Duitsland Jessica Degenhardt Cheyenne Rosenthal | Letland Marta Robežniece Kitija Bogdanova      |
| 7 december                                                                                                | Igls         | Oostenrijk Selina Egle Lara Kipp                | Duitsland Jessica Degenhardt Cheyenne Rosenthal | Letland Anda Upīte Zane Kaluma                 |
| 14- december                                                                                              | Oberhof      | Oostenrijk Selina Egle Lara Kipp                | Duitsland Jessica Degenhardt Cheyenne Rosenthal | Verenigde Staten Chevonne Forgan Sophia Kirkby |
| 4- januari                                                                                                | Sigulda      | Oostenrijk Selina Egle Lara Kipp                | Verenigde Staten Chevonne Forgan Sophia Kirkby  | Letland Marta Robežniece Kitija Bogdanova      |
| 11 januari                                                                                                | Altenberg    | Oostenrijk Selina Egle Lara Kipp                | Duitsland Jessica Degenhardt Cheyenne Rosenthal | Verenigde Staten Chevonne Forgan Sophia Kirkby |
| 18 januari                                                                                                | Winterberg * | Oostenrijk Selina Egle Lara Kipp                | Duitsland Jessica Degenhardt Cheyenne Rosenthal | Italië Andrea Vötter Marion Oberhofer          |
| 25 januari                                                                                                | Oberhof      | Oostenrijk Selina Egle Lara Kipp                | Duitsland Jessica Degenhardt Cheyenne Rosenthal | Duitsland Dajana Eitberger Magdalena Matschina |
| 6 tot en met 8 februari: Wereldkampioenschappen rodelen 2025 in Whistler (telt niet mee voor wereldbeker) |              |                                                 |                                                 |                                                |
| 15 februari                                                                                               | Pyeongchang  | Duitsland Jessica Degenhardt Cheyenne Rosenthal | Oostenrijk Selina Egle Lara Kipp                | Duitsland Dajana Eitberger Magdalena Matschina |
| 22 februari                                                                                               | Yanqing      | Oostenrijk Selina Egle Lara Kipp                | Duitsland Jessica Degenhardt Cheyenne Rosenthal | Letland Anda Upīte Zane Kaluma                 |

* De wereldbeker in Winterberg gold tevens als het Europees kampioenschap.

## Gemengdteam individueel
Het gemengdteam individueel vond plaats in de vorm van een soort estafette, waarbij de tweede rodelslee van het team pas van start mocht gaan als de voorgaande rodelslee was gefinisht. Zesentwintig teams namen een of meerdere keren deel. Duitsland-1 won het klassement voor Duitsland-2 en Oostenrijk-2.

### Uitslagen
| Datum | Plaats      | Eerste                                   | Tweede                                                   | Derde                                     |
| --- | ----------- | ---------------------------------------- | -------------------------------------------------------- | ----------------------------------------- |
| 1 december                                                                                                | Lillehammer | Duitsland-1 Max Langenhan Julia Taubitz  | Verenigde Staten-1 Jonathan Eric Gustafson Emily Sweeney | Duitsland-2 Felix Loch Merle Fräbel       |
| 26 januari                                                                                                | Oberhof     | Duitsland-2 Felix Loch Merle Fräbel      | Duitsland-1 Max Langenhan Julia Taubitz                  | Oostenrijk-2 Nico Gleirscher Lisa Schulte |
| 6 tot en met 8 februari: Wereldkampioenschappen rodelen 2025 in Whistler (telt niet mee voor wereldbeker) |             |                                          |                                                          |                                           |
| 16 februari                                                                                               | Pyeongchang | Oostenrijk-2 Wolfgang Kindl Lisa Schulte | Duitsland-1 Max Langenhan Merle Fräbel                   | Duitsland-2 Felix Loch Julia Taubitz      |

## Gemengdteam dubbel
Het gemengdteam dubbel vond plaats in de vorm van een soort estafette, waarbij de tweede rodelslee van het team pas van start mocht gaan als de voorgaande rodelslee was gefinisht. Twaalf teams namen een of meerdere keren deel. Duitsland-1 won het klassement voor Duitsland-2 en Oostenrijk.

### Uitslagen
| Datum | Plaats      | Eerste                                                                           | Tweede                                                                     | Derde                                                                            |
| --- | ----------- | -------------------------------------------------------------------------------- | -------------------------------------------------------------------------- | -------------------------------------------------------------------------------- |
| 1 december                                                                                                | Lillehammer | Duitsland-2 Tobias Wendl + Tobias Arlt Dajana Eitberger + Magdalena Matschina    | Letland-1 Mārtiņš Bots + Roberts Plūme Marta Robežniece + Kitija Bogdanova | Verenigde Staten Marcus Mueller + Ansel Haugsjaa Chevonne Forgan + Sophia Kirkby |
| 26 januari                                                                                                | Oberhof     | Duitsland-1 Tobias Wendl + Tobias Arlt Jessica Degenhardt + Cheyenne Rosenthal   | Oostenrijk Thomas Steu + Wolfgang Kindl Selina Egle + Lara Kipp            | Italië-1 Ivan Nagler + Fabian Malleier Andrea Vötter + Marion Oberhofer          |
| 6 tot en met 8 februari: Wereldkampioenschappen rodelen 2025 in Whistler (telt niet mee voor wereldbeker) |             |                                                                                  |                                                                            |                                                                                  |
| 16 februari                                                                                               | Pyeongchang | Duitsland-1 Toni Eggert + Florian Müller Jessica Degenhardt + Cheyenne Rosenthal | Oostenrijk Thomas Steu + Wolfgang Kindl Selina Egle + Lara Kipp            | Duitsland-2 Tobias Wendl + Tobias Arlt Dajana Eitberger + Magdalena Matschina    |

## Landenwedstrijd
De landenwedstrijden vonden plaats in de vorm van een soort estafette, waarbij de volgende rodelslee van het team pas van start mocht gaan als de voorgaande rodelslee was gefinisht, de startvolgorde kon per wedstrijd verschillen.

### Uitslagen
| Datum | Plaats       | Eerste | Tweede | Derde |
| --- | ------------ | --- | --- | --- |
| 8 december                                                                                                | Igls         | Geannuleerd vanwege technische problemen met tijdregistratie                                                | Geannuleerd vanwege technische problemen met tijdregistratie                                                  | Geannuleerd vanwege technische problemen met tijdregistratie                                                                |
| 15 december                                                                                               | Oberhof      | Oostenrijk Madeleine Egle Thomas Steu + Wolfgang Kindl Jonas Müller Selina Egle + Lara Kipp                 | Duitsland Julia Taubitz Hannes Orlamünder + Paul Gubitz Max Langenhan Jessica Degenhardt + Cheyenne Rosenthal | Italië Verena Hofer Ivan Nagler + Fabian Malleier Dominik Fischnaller Andrea Vötter + Marion Oberhofer                      |
| 5 januari                                                                                                 | Sigulda      | Duitsland Merle Fräbel Tobias Wendl + Tobias Arlt Max Langenhan Jessica Degenhardt + Cheyenne Rosenthal     | Oostenrijk Lisa Schulte Yannick Müller + Armin Frauscher Nico Gleirscher Selina Egle + Lara Kipp              | Oekraïne Julianna Tunyzka Ihor Hoj + Nasarij Katschmar Andrij Mandsij Olena Stezkiw + Oleksandra Moch                       |
| 12 januari                                                                                                | Altenberg    | Letland Kendija Aparjode Mārtiņš Bots + Roberts Plūme Kristers Aparjods Marta Robežniece + Kitija Bogdanova | Duitsland Anna Berreiter Tobias Wendl + Tobias Arlt Max Langenhan Jessica Degenhardt + Cheyenne Rosenthal     | Verenigde Staten Ashley Farquharson Marcus Mueller + Ansel Haugsjaa Jonathan Eric Gustafson Chevonne Forgan + Sophia Kirkby |
| 19 januari                                                                                                | Winterberg * | Oostenrijk Madeleine Egle Juri Gatt + Riccardo Schöpf Jonas Müller Selina Egle + Lara Kipp                  | Duitsland Julia Taubitz Tobias Wendl + Tobias Arlt Max Langenhan Jessica Degenhardt + Cheyenne Rosenthal      | Italië Verena Hofer Ivan Nagler + Fabian Malleier Dominik Fischnaller Andrea Vötter + Marion Oberhofer                      |
| 6 tot en met 8 februari: Wereldkampioenschappen rodelen 2025 in Whistler (telt niet mee voor wereldbeker) |              | | | |
| 23 februari                                                                                               | Yanqing      | Oostenrijk Lisa Schulte Thomas Steu + Wolfgang Kindl Jonas Müller Selina Egle + Lara Kipp                   | Duitsland Merle Fräbel Tobias Wendl + Tobias Arlt Max Langenhan Jessica Degenhardt + Cheyenne Rosenthal       | Verenigde Staten Ashley Farquharson Zachary DiGregorio + Sean Hollander Tucker West Chevonne Forgan + Sophia Kirkby         |

* De wereldbeker in Winterberg gold tevens als het Europees kampioenschap.
1977/1978 · 
1978/1979 · 
1979/1980 · 
1980/1981 · 
1981/1982 · 
1982/1983 · 
1983/1984 · 
1984/1985 · 
1985/1986 · 
1986/1987 · 
1987/1988 · 
1988/1989 · 
1989/1990 · 
1990/1991 · 
1991/1992 · 
1992/1993 · 
1993/1994 · 
1994/1995 · 
1995/1996 · 
1996/1997 · 
1997/1998 · 
1998/1999 · 
1999/2000 · 
2000/2001 · 
2001/2002 · 
2002/2003 · 
2003/2004 · 
2004/2005 · 
2005/2006 · 
2006/2007 · 
2007/2008 · 
2008/2009 · 
2009/2010 ·
2010/2011 ·
2011/2012 ·
2012/2013 ·
2013/2014 ·
2014/2015 ·
2015/2016 ·
2016/2017 ·
2017/2018 ·
2018/2019 · 
2019/2020 ·
2020/2021 ·
2021/2022 ·
2022/2023 ·
2023/2024 ·
2024/2025
Alpineskiën ·
Biatlon ·
Bobsleeën ·
Freestyleskiën ·
Langlaufen ·
Noordse combinatie ·
Rodelen ·
Schaatsen (junioren) ·
Schansspringen ·
Shorttrack ·
Skeleton ·
Snowboarden